# Phlebopus
Phlebopus es un género de hongos de la familia Boletinellaceae (suborden Sclerodermatineae del orden Boletales). El género tiene una amplia distribución en las regiones subtropical y pantropical, y contiene 12 especies. Las especies son saprofitas, con algunas posiblemente capaces de formar micorrizas con árboles exóticos en ciertas condiciones. Contiene el gigantesco Phlebopus marginatus, cuyo sombrero puede alcanzar 1 m de diámetro.

## Taxonomía
El género fue descrito originalmente como un subgénero de Boletus por Roger Heim en 1936 y elevado a estado genérico por Rolf Singer ese año. Posteriormente fue redescrita con otra especie tipo (Phaeogyroporus braunii) bajo el nombre de Phaeogyroporus por Rolf Singer en 1944. Este nombre se usó hasta 1981, cuando se recolectó un espécimen de Phlebopus colossus y el micólogo Paul Heinemann lo designó como el lectotipo.
El nombre del género se deriva del griego Φλεβο- "vena" y πους "pie".

## Descripción
Phlebopus es similar en apariencia a las especies del género Gyrodon, pero se distingue por sus esporas de color marrón oliva a marrón, su tallo que nunca es hueco y sus esporas lisas que son parduscas cuando se observan con un microscopio óptico.

## Importancia
Se ha demostrado que Phlebopus tropicus forma una corteza de micelio alrededor de las raíces de las especies de Citrusen Brasil que cubre colonias del piojo harinoso común Pseudococcus comstocki que atacan las raíces de estas plantas después de haber sido transportadas por las hormigas (Solenopsis saevissima var. moelleri); estos crustáceos miceliales son llamados criptas por los escritores brasileños. Se cree que el Pseudococcus que vive en simbiosis con el hongo es la causa inmediata de la muerte posterior de los árboles afectados, pero la acción de un hongo endotrófico de micorrizas debilita la planta antes de que tenga lugar el ataque del Pseudococcus.
Phlebopus portentosus es un comestible popular en la cocina del norte de Tailandia. P. bruchii se consume en Argentina.

## Especies
- Phlebopus beniensis
- Phlebopus brasiliensis
- Phlebopus braunii
- Phlebopus bruchii
- Phlebopus Coloso
- Phlebopus cystidiosus
- Phlebopus harleyi
- Phlebopus latiporus
- Phlebopus marginatus
- Phlebopus portentosus
- Phlebopus silvaticus
- Phlebopus spongiosus[12]
- Phlebopus tropicus
- Phlebopus viperinus
- Phlebopus xanthopus